# Colt Canada C7
Il Colt Canada C7 è un fucile d'assalto prodotto in Canada a partire dal 1982, variante del fucile M16.
Dal 1994, viene prodotta in versione carabina, denominata C8.

## Storia
È stato prodotto a partire dal 1982 dalla Diemaco e successivamente dal 2005, dalla "Colt Canada", una succursale della Colt's Manufacturing Company che nel frattempo ne acquisì i diritti.
A partire dal 1984 è divenuta l'arma d'ordinanza della Canadian Armed Forces, in sostituzione del FN FAL, ma è stata utilizzata anche da altri Stati del mondo, quali Afghanistan, Danimarca, Paesi Bassi e Regno Unito.
È stato utilizzato in diverse operazioni di combattimento dalle forze canadesi durante la guerra Afghanistan del 2001.

## Utilizzatori
Afghanistan
Utilizzato dall'Esercito Nazionale Afghano.
 Canada
Utilizzato dalle Canadian Armed Forces.
 Danimarca
Utilizzato dall'Esercito danese
 Paesi Bassi
Utilizzato dall'Esercito olandese.
 Regno Unito
Utilizzato dai Pathfinder Platoon del Reggimento Paracadutisti.